# 東白川村立越原小学校大明神分校
東白川村立越原小学校大明神分校（ひがししらかわそんりつ　おっぱらしょうがっこう　だいみょうじんぶんこう）は、かつて岐阜県加茂郡東白川村に存在した公立小学校の分校。

## 概要
- 越原小学校の分校であり、越原地区の南部（大明神地区）が校区であった。
- 越原北尋常小学校と越原南尋常小学校が統合されて新設された越原尋常小学校の統合校舎が、大明神地区から離れているため、地元の誘致により設置された[1]。
- 跡地は大明神農村公園[2]、高砂会館（老人憩の家）になっている。

## 沿革
- 1910年（明治43年）
  - 4月 - 越原尋常小学校大明神分教場として開校。
  - 5月 - 校舎が完成（旧・越原南尋常小学校の校舎を移築）。
- 1941年（昭和16年）4月1日 - 越原国民学校大明神分教場に改称する。
- 1947年（昭和22年）4月1日 - 東白川村立越原小学校大明神分校に改称する。
- 1967年（昭和42年）3月 - 廃止[1]。